# Daniela Moroșanu
Daniela Moroșanu (Galați, 19 maggio 1972) è un'ex cestista rumena.

## Carriera
Con la Romania ha disputato i Campionati europei del 1995.